# Goephanomimus vagepictus
Goephanomimus vagepictus là một loài bọ cánh cứng trong họ Cerambycidae.